# تيودور فلوريان
تيودور فلوريان (بالرومانية: Teodor Florian)‏ هو لاعب اتحاد الرغبي روماني، ولد في 1 يوليو 1899، وتوفي في القرن العشرين.

## وصلات خارجية
- تيودور فلوريان عل موقع إسبنسكروم (الإنجليزية)
- تيودور فلوريان على موقع اللجنة الأولمبية الدولية (الإنجليزية)
- تيودور فلوريان على موقع أوليمبيديا (الإنجليزية)
- تيودور فلوريان على موقع اللجنة الأولمبية الرومانية (الرومانية)